# Vincent Daniel Nirella
Vincent Daniel (Danny) Nirella (Frosolone, 14 oktober 1873 – Pittsburgh, 8 maart 1956) was een Italiaans-Amerikaans componist en dirigent. Hij was een zoon van het echtpaar Carmelo Nirella (1842-1905) en Angelina Nirella.

## Levensloop
Nirella werd geboren in een muzikale familie. De familie emigreerde in 1887 naar de Verenigde Staten. Ook de broers van Vincent Daniel - in Amerika beter bekend onder zijn schuilnaam Danny - namelijk kornettist Joseph D. Nirella (Larino, 1876 - Pittsburgh, 8 februari 1949) en klarinettist Salvatore Nirella - in de Verenigde Staten meestal als John bekend - waren muzikanten. Danny Nirella was dirigent van de "Fourteenth Regiment Band" van de Amerikaanse Nationale Garde. In 1916 werd dit regiment verlegd aan de Amerikaans-Mexicaanse grens om mee te vechten tegen Pancho Villa. In deze tijd schreef hij zijn wel bekendste mars The Rainbow Division March. Zijn werken werden meestal gepubliceerd in de Bellefield Music Publishing Co. muziekuitgeverij.
Na de Eerste Wereldoorlog werd Nirella gevraagd, om een stedelijk harmonieorkest in Pittsburgh op te stellen. Hij werd natuurlijk ook dirigent van deze harmonie en bleef het voor de volgende 30 jaar. Dit harmonieorkest werd vooral bekend door hun concerten tijdens de zomeravonden in het centrum van Pittsburgh. Ook de zoon van Danny Nirella, die ook de gelijke voornamen droeg, Vincent Daniel Nirella jr. was een klarinettist.

## Composities

### Werken voor harmonieorkest
- 1913 Southern Bay
- 1917 Get hep, hep, hep
- 1917 The Rainbow Division march
- 1918 Allegiance to the U. S. A. March
- 1919 Rotary march
- 1919 The Yankees in France
- 1922 Liberty fair
- First Pennsylvania Field Artillery March